# Eriosyce chilensis
Eriosyce chilensis là một loài thực vật có hoa trong họ Cactaceae. Loài này được (Hildm. ex K.Schum.) Katt. mô tả khoa học đầu tiên năm 1994.

## Hình ảnh

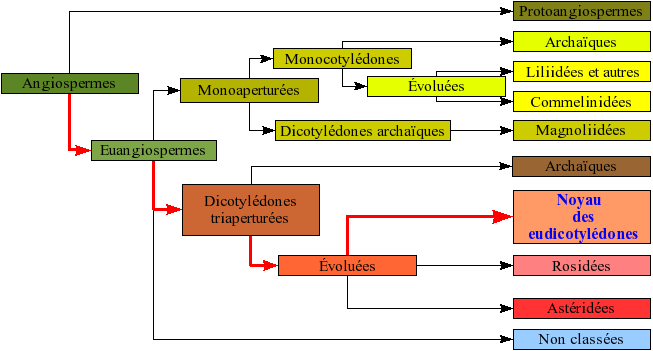
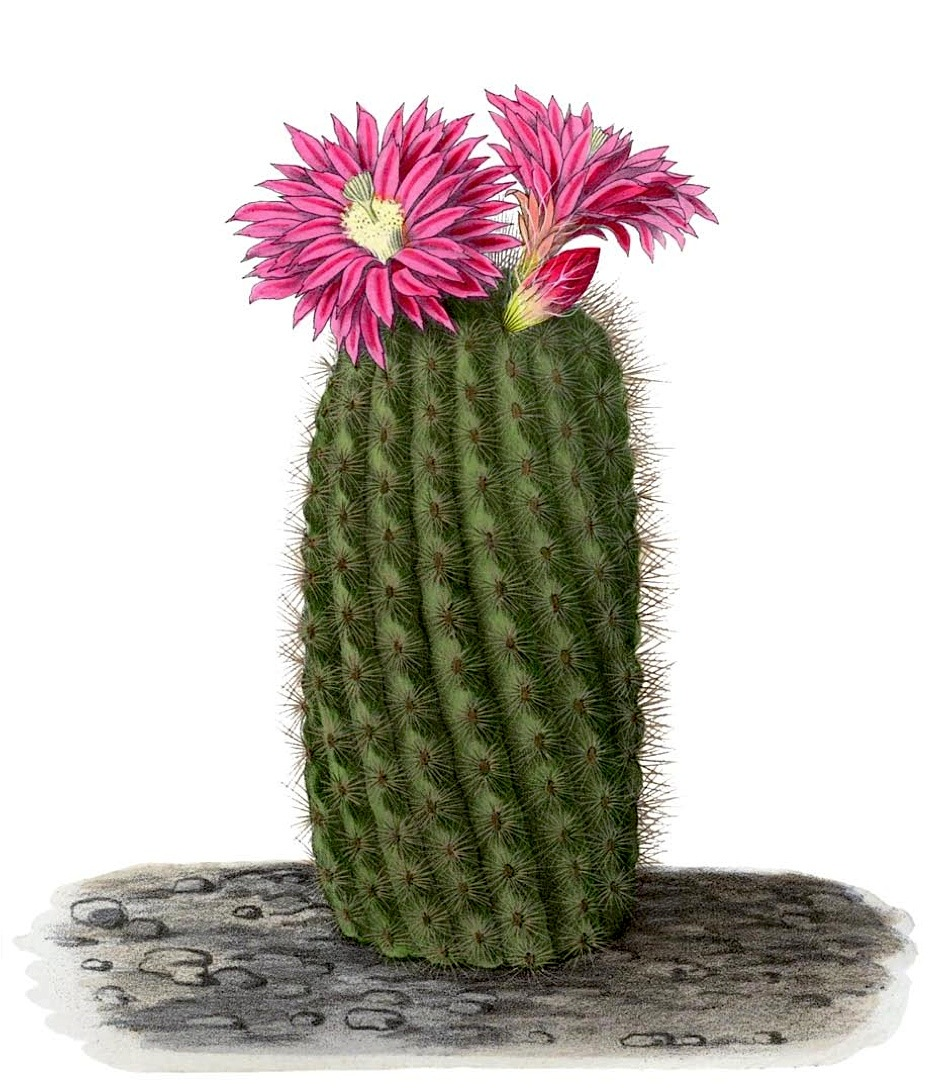
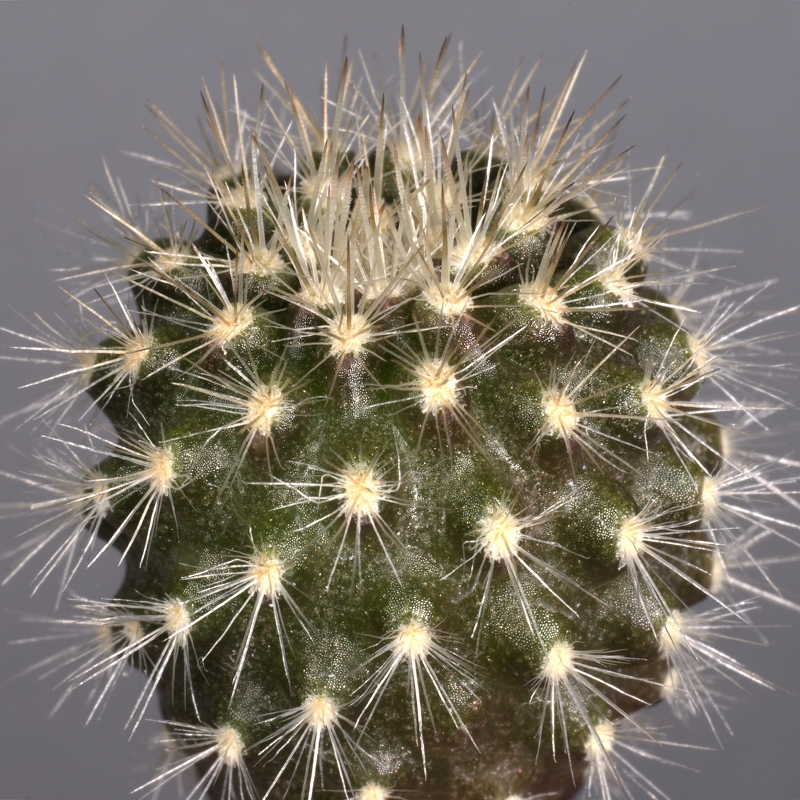